# Eulophomorpha clubiona
Eulophomorpha clubiona is een vliesvleugelig insect uit de familie Eulophidae. De wetenschappelijke naam is voor het eerst geldig gepubliceerd in 1997 door Sheng & Wang.